# (540) Rosamunda
(540) Rosamunda es un asteroide perteneciente al cinturón de asteroides descubierto el 3 de agosto de 1904 por Maximilian Franz Wolf desde el observatorio de Heidelberg-Königstuhl, Alemania.
Está nombrado por Rosamunda, un personaje de la ópera homónima del compositor austriaco Franz Schubert (1797-1828).

## Características orbitales
Rosamunda forma parte de la familia asteroidal de Flora.